# Clemente Biondetti
Clemente Biondetti (Buddusò, Italia; 18 de octubre de 1898-Florencia, Italia; 24 de febrero de 1955), fue un piloto de automovilismo italiano. Nacido en una familia de clase trabajadora, Biondetti compitió en motocicletas antes de dedicarse a los automóviles, donde tuvo mayor éxito.

## Carrera deportiva
Nacido en Buddusò, Cerdeña, en el seno de una familia de clase trabajadora, Biondetti comenzó su carrera en las carreras de motos en 1923, pero en 1927 se dedicó a los automóviles. En 1931, su desempeño le valió un lugar en las carreras de automovilismo Grand Prix con el equipo de fábrica de Maserati.
Su éxito en las carreras en los circuitos fue mínimo, pero fue uno de los mejores en las pruebas de resistencia más duras. Conduciendo un Alfa Romeo 8C 2900b, Clemente Biondetti ganó la Mille Miglia de autos deportivos de 1938 y en la Coppa Ciano terminó segundo en la clase voiturette y luego tercero en el evento principal. En 1939, ganó la clase de voiturette Coppa Acerbo y obtuvo el segundo lugar en el Gran Premio de Suiza. Su carrera como piloto se detuvo tras el estallido de la Segunda Guerra Mundial en 1940. Cuando pudo reanudar las carreras después de la guerra, ya tenía 49 años. Sin embargo, dominó las carreras de resistencia italianas, conduciendo a la victoria en la Mille Miglia durante tres años consecutivos desde 1947 hasta 1949 y en la Targa Florio en 1948 y 1949. Ganó más Mille Miglia que cualquier otro piloto en la historia.
Clemente Biondetti participó en un evento del Campeonato Mundial de Fórmula 1, en el Gran Premio de Italia de 1950. Conducía un automóvil híbrido Ferrari-Jaguar de fabricación propia, pero los problemas del motor lo obligaron a abandonar la carrera, por lo que no logró sumar ningún punto en el campeonato. Biondetti amaba los autos de carreras y continuó compitiendo en autos deportivos y eventos de resistencia, obteniendo un segundo lugar en un Ferrari en las 12 Horas de Pescara en 1952 contra pilotos mucho más jóvenes. Después de sufrir cáncer durante varios años, se vio obligado a retirarse en 1954. Sucumbió al cáncer el 24 de febrero de 1955 en Florencia. Como resultado, se convirtió en el primer piloto del Campeonato Mundial de Fórmula 1 en morir por causas naturales.

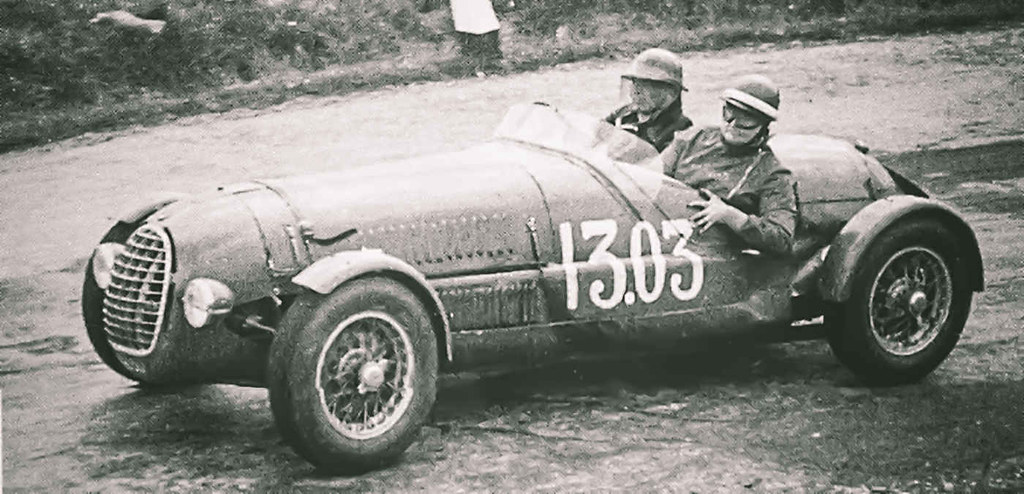
Ferrari-Jaguar Biondetti Special conducido a un cuarto lugar en 1951 Coppa della Toscana.

## Resultados

### Fórmula 1
(Clave) (negrita indica pole position) (cursiva indica vuelta rápida)

| 1950     | A. de Filippis     | GBR | MON DNP | 500 | SUI | BEL | FRA |         | NC | 0 |
| 1950     | Clemente Biondetti |     |         |     |     |     |     | ITA Ret | NC | 0 |
| Fuentes: |                    |     |         |     |     |     |     |         |    |   |

## Títulos
- Coppa Acerbo (1) 1939
- Mille Miglia (4) 1938, 1947, 1948, 1949
- Targa Florio (2) 1948, 1949